# Адміністративний устрій Ананьївського району
Адміністративний устрій Ананьївського району — адміністративно-територіальний поділ ліквідованого Ананьївського району Одеської області на 1 міську та 14 сільських рад, які об'єднували 32 населені пункти та були підпорядковані Ананьївській районній раді. Адміністративний центр — місто Ананьїв..
Ананьївський район був ліквідований 17 липня 2020 року.

## Список радАнаньївського району
| №  | Назва                             | Центр                | Населені пункти                                               | Площа км² | Місце за площею | Населення (2001), осіб | Місце за населенням | Розташування |
| -- | --------------------------------- | -------------------- | ------------------------------------------------------------- | --------- | --------------- | ---------------------- | ------------------- | ------------ |
| 1  | Ананьївська міська рада           | м. Ананьїв           | м. Ананьїв                                                    |           |                 |                        |                     |              |
| 2  | Ананьївська Друга сільська рада   | с. Ананьїв           | с. Ананьїв                                                    |           |                 | 2344                   |                     |              |
| 3  | Ананьївська Перша сільська рада   | с. Ананьїв           | с. Ананьїв с. Селиванівка                                     |           |                 | 2660                   |                     |              |
| 4  | Байтальська сільська рада         | c. Байтали           | c. Байтали                                                    |           |                 | 909                    |                     |              |
| 5  | Гандрабурівська сільська рада     | c. Гандрабури        | c. Гандрабури                                                 |           |                 | 2741                   |                     |              |
| 6  | Долинська сільська рада           | c. Долинське         | c. Долинське с. Красне                                        |           |                 | 4135                   |                     |              |
| 7  | Жеребківська сільська рада        | c. Жеребкове         | c. Жеребкове с. Михайлівка с. Струтинка                       |           |                 | 2482                   |                     |              |
| 8  | Коханівська сільська рада         | c. Коханівка         | c. Коханівка с. Боярка                                        |           |                 | 905                    |                     |              |
| 9  | Кохівська сільська рада           | c. Кохівка           | c. Кохівка с. Великобоярка с. Шелехове                        |           |                 | 1454                   |                     |              |
| 10 | Новогеоргіївська сільська рада    | c. Новогеоргіївка    | c. Новогеоргіївка                                             |           |                 | 1034                   |                     |              |
| 11 | Новоолександрівська сільська рада | c. Новоолександрівка | c. Новоолександрівка с. Козаче с. Новоіванівка с. Шевченкове  |           |                 | 816                    |                     |              |
| 12 | Новоселівська сільська рада       | c. Новоселівка       | c. Новоселівка с. Благодатне с. Бондарі с. Калини с. Пасицели |           |                 | 862                    |                     |              |
| 13 | Романівська сільська рада         | c. Романівка         | c. Романівка с. Дружелюбівка с. Новодачне                     |           |                 | 788                    |                     |              |
| 14 | Точилівська сільська рада         | c. Точилове          | c. Точилове                                                   |           |                 | 1176                   |                     |              |
| 15 | Шимківська сільська рада          | c. Шимкове           | c. Шимкове с. Амури с. Вербове                                |           |                 | 837                    |                     |              |

* Примітки: м. — місто, с-ще — селище, смт — селище міського типу, с. — село

## Зміни
Рішенням облвиконкому від 25 серпня 1967 р. виключено з облікових даних селище Іванівка Новоолександрівської сільради.